# Afterburner (KMG)

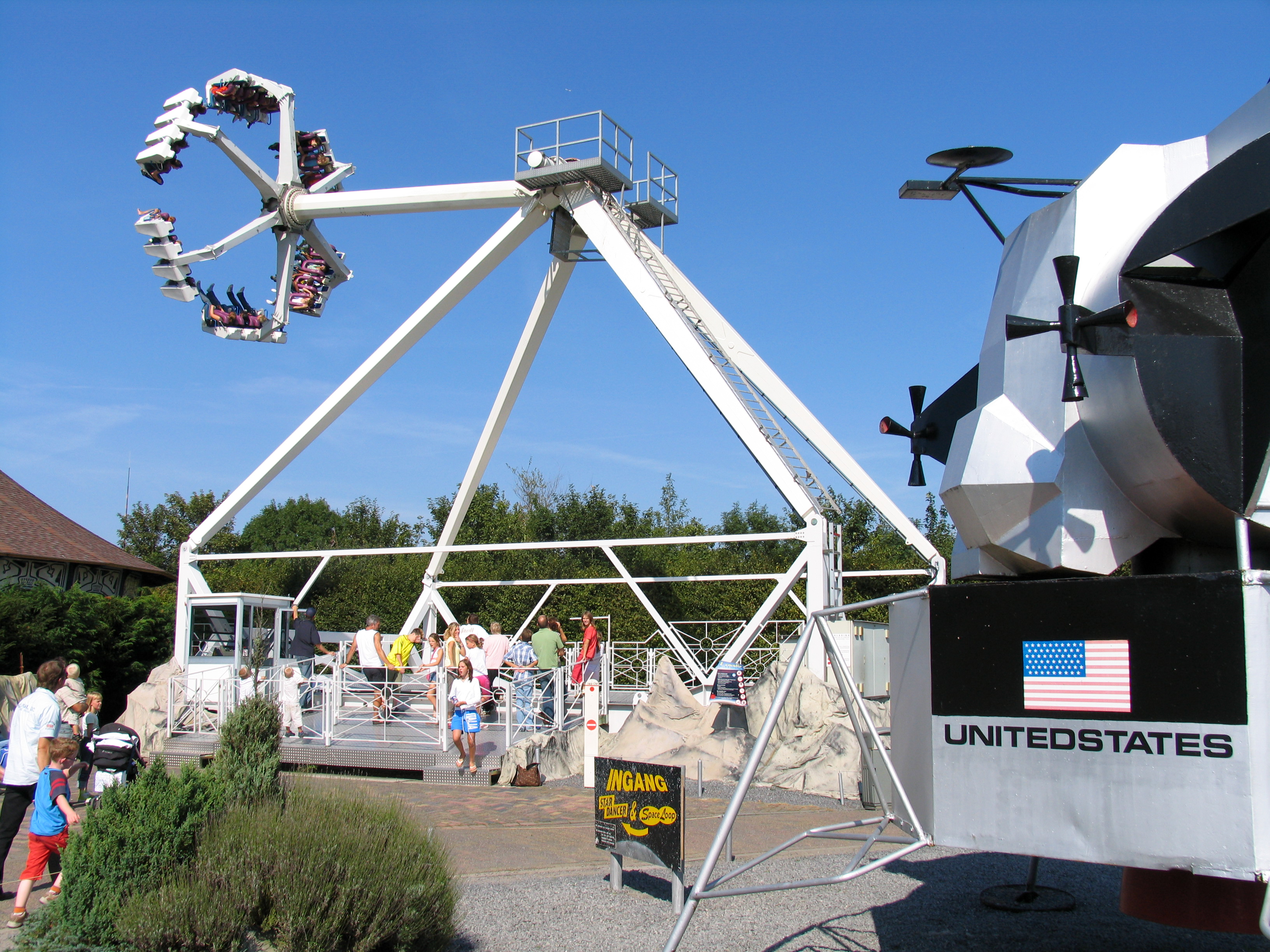
Lunatic à Drievliet.

Pour les articles homonymes, voir Afterburner.
L'Afterburner, vendue sous la dénomitation Fireball aux États-Unis, est une attraction de type pendule, principalement utilisé dans les parcs d'attractions et les fêtes foraines et conçue par KMG.

## Concept et opération
Cette attraction est à l'origine une variante du très populaire Frisbee de Huss Rides. La forme circulaire de la nacelle a été modifiée et transformée en un hexagone. Cette variante embarque 24 passagers dans 6 nacelles réparties autour du disque situé à l'extrémité du bras du pendule. L'Afterburner est une des attractions foraines offrant le plus de forces G. En effet, durant un tour d'Afterburner, la force maximale encaissée peut atteindre 5.2G.

## Variantes
- Le Freak Out (du même constructeur) avec 4 nacelles.
- Le Street Fighter (Technical Park) avec 4 nacelles.

## Attractions de ce type
- L'attraction Chaos de Luxembourg Schueberfouer
- En France, il existe cinq modèles d'Afterburner KMG transportables :
- Boomerang
- Billabong (Toulouse, Montereau, Bordeaux etc)
- Xtreme (Aix en Provence, Aix les Bains, Macon, Champagnole, Canet en Roussillon, Firminy, Annecy etc)
- Beach Party (Chalon sur Saône, Grenoble, Besançon, Grau du Roi, Saint Chamond, Perpignan etc)
- Free Dance (Foire du trône, Vogue des Marrons etc)